# Wim van der Werf
Willem Jacob (Wim) van der Werf (Rotterdam, 8 juli 1938) is een Nederlands voormalig voetballer die als doelman.

## Biografie
Wim van der Werf is de zoon van Jacob van der Werf en Matje Bos. Hij trouwde op 27 november 1962 met Frieda Kloek en heeft twee kinderen. Frieda speelde het Nederlands basketbalteam op het Europees kampioenschap 1960.
Hij speelde van 1961 tot 1962 bij AFC Ajax als doelman. Van zijn debuut in het kampioenschap op 20 augustus 1961 tegen DOS tot zijn laatste wedstrijd op 23 april 1962 tegen ADO speelde van der Werf in totaal 3 wedstrijden in het eerste elftal van Ajax.
Later speelde hij nog voor Mijdrecht en Blauw-Wit.

## Statistieken
| Club  | Seizoen | Competitie | Competitie | Beker | Beker | Totaal | Totaal |
| Club  | Seizoen | Wed.       | Dlp.       | Wed.  | Dlp.  | Wed.   | Dlp.   |
| ----- | ------- | ---------- | ---------- | ----- | ----- | ------ | ------ |
| Ajax  | 1961/62 | 3          | 0          | 0     | 0     | 3      | 0      |
| Total | Total   | 3          | 0          | 0     | 0     | 3      | 0      |